# Échelet à sourcils roux
Climacteris erythrops
Espèce
Statut de conservation UICN

 LC  : Préoccupation mineure
L’Échelet à sourcils roux (Climacteris erythrops) est une espèce de passereau de la famille des Climacteridae.

## Répartition et habitat
Il est endémique en Australie.
Il habite les forêts humides tropicales et subtropicales.

## Illustrations
- Photos